# Агенти на съдбата
„Агенти на съдбата“ (на английски: The Adjustment Bureau) е американски филм от 2011 година на режисьора Джордж Нолфи.

## Актьорски състав
| Актьор       | Роля          |
| ------------ | ------------- |
| Мат Деймън   | Дейвид Норис  |
| Емили Блънт  | Елис Селас    |
| Антъни Маки  | Хари Мичъл    |
| Джон Слатъри | Ричардсън     |
| Майкъл Кели  | Чарли Трейнър |
| Терънс Стамп | Томпсън       |

## Награди и номинации
| Награда            | Категория                           | Номиниран(и)                     | Резултат  |
| ------------------ | ----------------------------------- | -------------------------------- | --------- |
| Сатурн             | Най-добра актриса в поддържаща роля | Емили Блънт                      | награда   |
| Сатурн             | Най-добър научнофантастичен филм    | Най-добър научнофантастичен филм | номинация |
| Награда „Бредбъри“ | Награда „Бредбъри“                  | Джордж Нолфи                     | номинация |